# Máximo Planudes
Máximo Planudes (1260-1330) (em grego: Μάξιμος Πλανούδης; Nicomédia, Bitínia, ca. 1260 - Constantinopla, ca. 1330), foi humanista, erudito, monge, gramático, filólogo, teólogo e tradutor bizantino. Floresceu durante o reinado dos imperadores Miguel VIII (r. 1259–1282) e Andrônico II Paleólogo (r. 1282–1328). Passou a maior parte da sua vida em Constantinopla, onde dedicou-se como monge, estudando e ensinando.  Ao entrar para o mosteiro em tenra idade, mudou seu nome original que era Manuel para Máximo. É mais conhecido como compilador da Antologia Grega.

## Biografia
Planudes possuía um notável conhecimento de Latim numa época em que Roma e Itália eram vistos com certa hostilidade pelos gregos do Império Romano do Oriente.  Para conseguir isso ele provavelmente chegou a esse posto por ter sido nomeado um dos embaixadores enviados pelo imperador Andrônico II em 1327 para protestar juntos aos venezianos pelo ataque feito por eles à colônia genovesa de Pera, perto de Constantinopla.  Conquistas mais importantes foram realizadas por Planudes, especialmente no campo da tradução, consolidando o caminho para o renascimento do estudo do idioma e da literatura gregos na Europa Ocidental.
Durante o reinado de Miguel VIII, ele apoiou a política imperial para união das igrejas grega e latina, mas mudou de opinião depois com a ascensão de Andrônico II, de quem ele se tornou íntimo.  Em 1296, ele participou das negociações para reunificação com os representantes da Igreja Armênia.  Dentre seus discípulos encontra-se o professor e humanista Manuel Moscópulo (1265-1316) e Demétrio Triclínio (1280-1340), além de Jean Zaridès, a quem ele endereçou diversas cartas, e a princesa erudita Teodora Raulena, parente próxima do imperador Andrônico II Paleólogo.
Ele foi o autor de inúmeros trabalhos, incluindo uma gramática de grego na forma de perguntas e respostas, como a Erotemata de Manuel Moscópulo, com um apêndice sobre o então chamado verso político; um tratado sobre a sintaxe; uma biografia de Esopo além de uma versão em prosa das Fábulas; um escólio sobre certos autores gregos; dois poemas hexâmetros, uma eulógia de Cláudio Ptolomeu - cuja Geografia foi redescoberta por Planudes, que a traduziu para o Latim - sendo o outro um relato sobre a rápida transformação de um boi em um camundongo; um tratado sobre o método de calcular usado entre os indianos (editado por C. J. Gerhardt, Halle, 1865); e um escólio para os dois primeiros livros da Aritmética de Diofanto.
Suas inúmeras traduções do latim incluem Somnium Scipionis (O Sonho de Cipião) de Cícero com comentários de Macróbio; as Guerras Gálicas de Júlio César; As Heroínas (Epistulae Heroidum) e Metamorfose de Ovídio; A Consolação da Filosofia (De consolatione philosophiae) de Boécio; e De trinitate de Santo Agostinho.  Estas traduções foram úteis não apenas para os helenófonos, mas eram também amplamente usadas tanto na Europa Ocidental como em compêndios para estudos do grego.
É, no entanto, graças à edição da Antologia Grega que ele é mais conhecido.  A edição da Antologia de Planudes é mais curta que os textos da Antologia Palatina de Heidelberg, e lhe é aritmeticamente superior, mas contém 380 epigramas que ela não traz, normalmente publicada com as outras, ou como décimo sexto livro ou como apêndice.
John William Mackail (1859-1945), em sua obra, Epigramas Selecionados da Antologia Grega, faz referência a Máximo Planudes:
Dentre suas traduções podemos encontrar algumas que foram feitas para o grego da Cidade de Deus de Santo Agostinho e as Guerras Gálicas de Júlio César.  O império grego, restaurado pelos paleólogos, estava na época caindo aos pedaços.  A colônia genovesa de Pera usurpou o comércio de Constantinopla e atuava como estado independente; e isso nos aproxima do mundo moderno ao nos lembrarmos de que Planudes foi contemporâneo de Petrarca.

## Obras
- Epistole a Medlchisedek, Alexandria, Dell'Orso, 2007.
- O cálculo segundo os indianos, Bordeaux, Paris, A. Blanchard, 2004.
- Maximi Monachi Planudis Epistulae, Amsterdam, Adolf M. Hakkert, 1991.
- Antologie grecque, Paris, Les Belles Lettres, 1960.
- Epigragrammatum anthologia palatina:.., Paris, Ambroise-Firmin Didot,[7] 1864-90, 3 volumes.
- M. Tullii Ciceronis Somnium Scipionis in graecum translatum, Roma, G.E.I., 1992.
- Autor adicional da obra 'Opuscula aurea theologica quorundam..., Roma, Sagrada Congregação para Propaganda da Fé, 1670.
- Maximi Planudis Idyllium, Padova, La Garangola, 1973.
- Obra em conjunto com Avianus, Alfonsi Petrus (1062-110) e outros, da obra de Esopo Fábulas. Reprodução em facsímile da primeira edição de 1489, da Real Academia Española, Madrid, Tipografía de Archivos, 1929.
- Aesopi..et aliorum Fabulae..., Lyon, S. Vicentii, 1537, junto com Angelo Poliziano, Pietro Crinito (1474-1507), G.A. Campano (1429-1477), Desiderius Erasmus m.1536 e outros.
- Patrologiae[8] cursus completus, Series Graeca, de Nicephorus Callistus (1256-1335) Ecclesiasticae Historiae Libri XVIII..., Paris, J.P. Migne, 1865-1904, 3 volumes.
- A biografia de Esopo Aiso_poy..., Lutetiae, R. Stephani, 1546.
- Autor adicional de la obra de Theocritus Tae enesti., Veneza, Aldi Manucii Romani, 1495-96.
- Florilegium diversorum epigrammatum..., Paris, V. Badio, 1531.
- Macrobii commentariorum in "Somnium Scipionis" libri duo in linguam Graecam translati.
- Anicii Manlii Severini Boethii De consolatione philosophiae. Tradução grega de Máximo Planudes.

### Escritos gramaticais
- Diálogo sobre a gramática.
- Tratado Sobre a sintaxe das partes dos discursos.
- Tratado Sobre os verbos transitivos e intransitivos.
- Um repertório sobre o Aticismo
- Um pequeno tratado sobre métrica.
- Um opúsculo pedagógico sobre as imagens de Filóstrato de Lemnos[9]
- Os antísticos sobre as curiosidades ortográficas.